# Back to Black (Film)
Back to Black ist eine US-amerikanisch-britische Filmbiografie über die britische Sängerin Amy Winehouse mit Marisa Abela, die alle Titel in dem Film selbst singt, inkl. dem großen Hit „Back to Black“, in der Hauptrolle aus dem Jahr 2024 von Regisseurin Sam Taylor-Johnson nach einem Drehbuch von Matt Greenhalgh.

## Handlung
Amy Winehouse wächst in einer jüdischen Familie auf, ihre Großmutter „Nan“ Cynthia und ihr Vater Mitch Winehouse teilen ihre Liebe zur Musik. Sie unterzeichnet einen Vertrag bei Island Records von Nick Shymansky und veröffentlicht ihr Debütalbum Frank. Vor der Veröffentlichung der Platte in den Vereinigten Staaten schlagen die Manager des Labels einige Änderungen an ihrem Bühnenauftritt vor, womit Amy nicht einverstanden ist. Sie kündigt daraufhin eine Auszeit an.
In einem Pub lernt sie Blake Fielder-Civil kennen, wo sie Billard spielen und er ihr begeistert von der Musik des Gesangsquartett The Shangri-Las berichtet. Während Amy später ihrer Großmutter von Blake vorschwärmt, erfährt sie, dass Nan an Lungenkrebs leidet. Blake trennt sich von seiner Freundin Becky und Amy und Blake werden ein Liebespaar. Nach einer ersten Verliebtsheitsphase wird die Beziehung zunehmend durch Blakes Kokainsucht sowie Amys Alkoholismus belastet, nach einem Streit trennen sich die beiden und Blake kehrt zu seiner Ex-Freundin Becky zurück. Manager Nick Shymansky fordert Amy auf, sich in ein Rehabilitationszentrum zu begeben. Sie weigert sich und verspricht Besserung, die Musik wäre die einzige Rehabilitation, die sie brauche.
Ihr Manager bei Metropolis wird Raye Cosbert, er möchte, dass sie Mark Ronson kennenlernt. Amy reist nach New York City, wo sie, wie ihrer Großmutter versprochen, das Birdland aufsucht. Nach ihrer Rückkehr nach Großbritannien müssen Amy und Mitch „Nan“ zu Grabe tragen, Amy trauert um ihre Großmutter und nimmt im Tonstudio Back to Black auf. Das Album wird ein weltweiter Erfolg.
Blake und Amy versöhnen sich und werden wieder ein Paar. Gemeinsam reisen sie nach Miami, wo sie heiraten. Ihren Vater informiert sie nachträglich telefonisch darüber, Mitch beschwert sich, dass er Blake noch nicht einmal kennengelernt hat. Wieder zurück in England wird Blake wegen Körperverletzung festgenommen und er muss eine Haftstrafe antreten. Im Gefängnis erzählt er Amy einige Zeit später, dass er mittlerweile clean ist und er fürchtet, dass er eines Tages die Nachricht über ihren Tod wegen ihrer Alkohol- und Drogenexzesse erhalten würde. Außerdem würde jeder denken, dass er Schuld an ihrer Sucht sei. Blake bittet Amy um die Scheidung, weil sie laut seinem Berater toxische Co-Abhängige wären und sich gegenseitig runterziehen würden.
Nach mehreren Blackouts bittet Amy schließlich ihren Vater, sie in ein Rehabilitationszentrum zu bringen. Sie versucht ihre Alkoholabhängigkeit in den Griff zu bekommen, ihre Erfahrungen packt sie in den Song Rehab, 2008 gewinnt sie fünf Grammy Awards. In ihrem neuen Zuhause am Camden Square erscheinen Paparazzi vor ihrem Tor, von diesen erfährt sie, dass Blake eine neue Freundin namens Sarah hat, die gerade sein Baby bekommen hat. Die weinende Amy geht daraufhin zurück ins Haus und singt Tears Dry on Their Own.
Im Abspann erfährt der Zuschauer, dass Amy Jade Winehouse am 23. Juli 2011 im Alter von 27 Jahren tot aufgefunden wurde. Ihr Tod wurde durch eine Alkoholvergiftung nach einer langen Zeit der Abstinenz verursacht, sie wurde bei ihrer Großmutter Cynthia beigesetzt.

## Besetzung und Synchronisation
Die deutschsprachige Synchronisation übernahm die EVA Studios Germany GmbH. Dialogregie führte Antonia Ganz, die auch das Dialogbuch schrieb.
| Rolle                          | Darsteller           | Synchronsprecher          |
| ------------------------------ | -------------------- | ------------------------- |
| Amy Winehouse                  | Marisa Abela         | Lea Kalbhenn              |
| Mitch Winehouse                | Eddie Marsan         | Lutz Schnell              |
| Blake Fielder-Civil            | Jack O’Connell       | Jacob Weigert             |
| „Nana“ Cynthia Winehouse       | Lesley Manville      | Christin Marquitan        |
| Abby                           | Olivia-Rose Colliard | Clara Matthias            |
| Amys Backgroundsänger Heshima  | Anjelo Disons Ntege  | Tobias Müller             |
| Amys Backgroundsänger Zalon    | Sam Oladeinde        | Bastian Sierich           |
| Becky                          | Therica Wilson-Read  | Leonie Dubuc              |
| Catriona                       | Liv Longborne        | Selma Sarstedt            |
| Chantelle                      | Francesca Henry      | Nina Niknafs              |
| Chris Taylor                   | Ryan O’Doherty       | Dennis Herrmann           |
| Cyndi Lauper (Archivmaterial)  | Cyndi Lauper         | Anna Dramski              |
| DJ                             | Jasmine Kerr         | Marion Musiol             |
| Janis Collins-Winehouse        | Juliet Cowan         | Denise Gorzelanny         |
| Jimmy                          | Miltos Yerolemou     | Mirko Böttcher            |
| Joey                           | Bronson Webb         | Constantin von Jascheroff |
| Jonathan Ross (Archivmaterial) | Jonathan Ross        | Armin Schlagwein          |
| Juliette                       | Harley Bird          | Julie Bonas               |
| Künstlerbetreuer               | Samuel Anderson      | Florian Hoffmann          |
| Künstlerentwicklungsmann       | Amrou Al-Kadhi       | Rainer Fritzsche          |
| Natalie Cole (Archivmaterial)  | Natalie Cole         | Marion Musiol             |
| Nick Shymansky                 | Sam Buchanan         | Henning Nöhren            |
| Raye Cosbert                   | Ansu Kabia           | Milton Welsh              |
| Tyler                          | Spike Fearn          | Nicolas Rathod            |
| Verkäufer                      | Colin Mace           | Hans Hohlbein             |

## Produktion und Hintergrund
Der Film wurde von Alison Owen und Debra Hayward von Monumental Pictures, Nicky Kentish-Barnes als ausführende Produzentin sowie Ron Halpern und Joe Naftalin als ausführende Produzenten für Studiocanal produziert. Die Dreharbeiten fanden ab Januar 2023 in London statt, Drehorte waren unter anderem Ronnie Scott’s Jazz Club, der Fitzroy Square sowie der London Zoo.
Die Hauptrolle wurde mit der britischen Schauspielerin Marisa Abela besetzt, die zuvor in der HBO/BCC-Serie Industry eine Hauptrolle hatte. Weitere Rollen übernahmen unter anderem Jack O’Connell als Amys Partner Blake Fielder-Civil, Eddie Marsan als Amys Vater Mitch Winehouse und Lesley Manville als ihre Großmutter Cynthia. Schauspieler Jeff Tunke soll Szenen in der Rolle von Amys Produzenten Mark Ronson gedreht haben, welche für den Film nicht verwendet wurden.
Die Kamera führte Polly Morgan, die Montage verantworteten Laurence Johnson und Martin Walsh und das Casting Nina Gold. Das Set-Design gestaltete Sarah Greenwood, das Kostümdesign PC Williams.
Drehbuchautor Matt Greenhalgh schrieb zuvor das Skript für Taylor-Johnsons Spielfilmdebüt Nowhere Boy (2009) über den jungen John Lennon. Mit Amy (2015) hatte der britische Regisseur Asif Kapadia einen Dokumentarfilm über Winehouse gedreht, der im Rahmen der Oscarverleihung 2016 als Bester Dokumentarfilm ausgezeichnet wurde. Im Januar 2024 wurde ein erster Trailer veröffentlicht.

## Musik
Die Musik schrieben Nick Cave und Warren Ellis. Der Film enthält die Musik von Amy Winehouse und wurde von der Universal Music Group, Sony Music Publishing und The Amy Winehouse Estate unterstützt. Mit diesem Film wurde der erste Spielfilm mit Unterstützung des Winehouse-Nachlasses produziert.
Der Soundtrack zum Film wurde am 12. April 2024 digital veröffentlicht, die physischen Editionen am 17. Mai 2024. Neben einer Variante mit 12 Songs ist ein erweitertes Deluxe-Album mit 24 Titel geplant. Auf beiden enthalten ist das Lied Song for Amy von Nick Cave, auf dem Soundtrack drei Songs aus dem Album Back to Black und drei Songs aus dem ersten Album Frank von Amy Winehouse. Zusätzlich sind Titel von The Shangri-Las, Billie Holiday, Minnie Riperton, Dinah Washington und Sarah Vaughan enthalten.

## Veröffentlichung
In Großbritannien wurde der Film am 12. April 2024 veröffentlicht. Der deutsche Kinostart war ursprünglich für den 18. April 2024 vorgesehen und wurde auf den 11. April 2024 vorverlegt. Auf DVD und Blu-ray erschien der Film am 18. Juli 2024.

## Rezeption
Joana Müller vergab auf filmstarts.de 3,5 von 5 Sternen. Marisa Abela wachse in der Rolle der Musikerin nach und nach über sich hinaus. Auch wenn die Geschichte häufig zu einseitig ausfalle, wisse das Biopic mit ergreifenden Bildern und einer packenden Story in vielen Momenten emotional mitzureißen. Wer einen tiefergehenden, vielseitigeren Einblick möchte, sei mit Asif Kapadias Dokumentation Amy aber besser bedient.
Yannick Vollweiler bewertete den Film auf film-rezensionen.de mit sieben von zehn Punkten. Die feierliche, emotionale Hommage an Amy Winehouse beleuchte sowohl Höhen als auch Tiefen ihres Lebens, ohne eine Wertung abzugeben und setze ihrer Person damit ein respektvolles Denkmal. Auch Kinogänger ohne direkten Bezug zur Person Amy Winehouse würden gut unterhalten.

## Auszeichnungen und Nominierungen
British Independent Film Awards 2024
- Nominierung in der Kategorie Beste Nebenrolle (Jack O’Connell)
- Nominierung in der Kategorie Bestes Make-up und Hair Design (Peta Dunstall)
- Nominierung in der Kategorie Best Music Supervision (Iain Cooke und Giles Martin)